# Segunda División 1932/33
Die Segunda División 1932/33 war die fünfte Spielzeit der zweithöchsten spanischen Fußballliga. Sie begann am 27. November 1932 und endete am 26. März 1933. Meister wurde Oviedo FC.

## Vor der Saison
Als Absteiger aus der Primera División nahm Union Club Irún an der Saison teil, als Aufsteiger aus der Tercera División CA Osasuna.

## Abschlusstabelle
| Pl. | Verein              | Sp. | S  | U | N  | Tore    | Quote | Punkte |
| --- | ------------------- | --- | -- | - | -- | ------- | ----- | ------ |
| 1.  | Oviedo FC           | 18  | 12 | 3 | 3  | 058:260 | 2,23  | 27:90  |
| 2.  | Athletic Madrid     | 18  | 10 | 4 | 4  | 040:350 | 1,14  | 24:12  |
| 3.  | Murcia FC           | 18  | 9  | 2 | 7  | 033:410 | 0,80  | 20:16  |
| 4.  | Union Club Irún (A) | 18  | 9  | 2 | 7  | 051:360 | 1,42  | 20:16  |
| 5.  | Deportivo La Coruña | 18  | 8  | 4 | 6  | 038:380 | 1,00  | 20:16  |
| 6.  | Sporting Gijón      | 18  | 8  | 2 | 8  | 049:400 | 1,23  | 18:18  |
| 7.  | Celta Vigo          | 18  | 8  | 2 | 8  | 036:380 | 0,95  | 18:18  |
| 8.  | CA Osasuna (N)      | 18  | 7  | 3 | 8  | 045:470 | 0,96  | 17:19  |
| 9.  | FC Sevilla          | 18  | 5  | 3 | 10 | 029:380 | 0,76  | 13:23  |
| 10. | CD Castellón        | 18  | 2  | 0 | 16 | 014:540 | 0,26  | 04:32  |

Platzierungskriterien: 1. Punkte – 2. Direkter Vergleich  – 3. Torquotient – 4. geschossene Tore
| (A) | Absteiger der Saison 1931/32       |
| (N) | Neuaufsteiger der Tercera División |

## Nach der Saison
Aufsteiger in die Primera División
- 01. – Oviedo FC

 Absteiger in die Tercera División
- 10. – CD Castellón

 Absteiger aus der Primera División
- Deportivo Alavés

 Aufsteiger in die Segunda División
- CE Sabadell